# Lestrigonus shoemakeri
Lestrigonus shoemakeri är en kräftdjursart som beskrevs av Bowman 1973. Lestrigonus shoemakeri ingår i släktet Lestrigonus och familjen Lestrigonidae. Inga underarter finns listade i Catalogue of Life.